# Toni von Bukovics

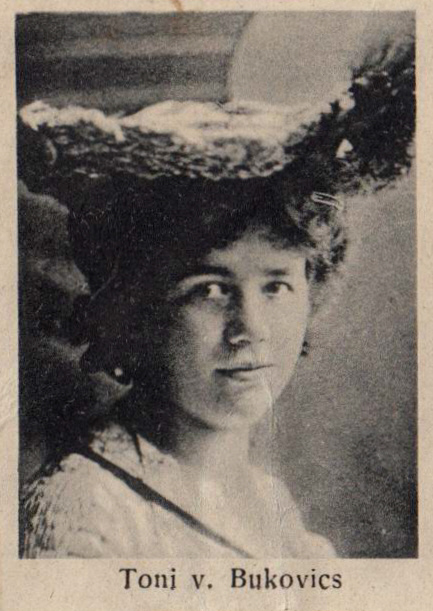
Toni von Bukovics, um 1906

Antonia „Toni“ Felicitas von Bukovics (* 13. Jänner 1882 in Budapest, Österreich-Ungarn; † 2. November 1970 in Wien) war eine österreichische Theater- und Filmschauspielerin.

## Leben und Werk
Von Bukovics wurde in Budapest, Ungarn als Tochter eines dort tätigen österreichischen Staatsbeamten geboren und trug zunächst den Vornamen Antonie. 1909 heiratete sie und hieß von da an Bernecker-Bukovics. Die Ehe wurde 1922 geschieden. Sie hielt sich immer wieder privat bei ihrem Bruder in Waidhofen an der Ybbs auf. Beruflich war sie in Wien, Karlsbad, Marienbad, Teplitz-Schönau, Prag, Zürich, Posen, Stuttgart, Berlin, Rom, Den Haag, Amsterdam, Augsburg, München und anderen bedeutenden Bühnen tätig. Bukowicz stand 1944 in der Gottbegnadeten-Liste des Reichsministeriums für Volksaufklärung und Propaganda.
Vom 16. August 1944 an hatte sie ihren dauernden gewöhnlichen Aufenthalt in Waidhofen an der Ybbs und zog am 2. November 1950 nach Wien.

## Filmografie (Auswahl)
- 1935: Endstation
- 1936: Drei Mäderl um Schubert
- 1936: Gleisdreieck
- 1937: Heimweh
- 1937: Autobus S
- 1938: Kleiner Mann – ganz groß
- 1938: Sergeant Berry
- 1939: Kongo-Express
- 1941: Carl Peters
- 1942: Viel Lärm um Nixi
- 1942: Himmelhunde
- 1943: Titanic
- 1943: Die schwarze Robe
- 1947: Wiener Melodien
- 1947: Der Prozeß
- 1952: Der Mann in der Wanne
- 1955: An der schönen blauen Donau
- 1958: Hallo Taxi
- 1958: Sebastian Kneipp – Ein großes Leben
- 1959: Herrn Josefs letzte Liebe
- 1960: Das Kreuz (TV)
- 1960: Die Glocke ruft (Glocken läuten überall)